# Filmes de 1935 da Republic Pictures

## Introdução
Em seu primeiro ano de vida, a Republic Pictures lançou 16 filmes.
O primeiro lançamento foi o faroeste Westward Ho!, com John Wayne no papel principal. O segundo, igualmente um faroeste, foi Tumbling Tumbleweeds, que marcou a estreia de Joseph Kane como diretor e do cowboy cantor Gene Autry como protagonista.
Os lançamentos restantes foram uma combinação entre filmes da própria Republic e as últimas produções dos outros pequenos estúdios que a formaram, todos exibindo o logotipo da nova companhia. Entre eles, está The Spanish Cape Mystery, que mostra a primeira aparição nas telas do detetive Ellery Queen. Ele voltaria no ano seguinte em The Mandarin Mystery, seu segundo e último filme na década de 1930.

## Prêmios Oscar
Oitava cerimônia, com os filmes exibidos em Los Angeles no ano de 1935.
| Filme           | Indicações            | Premiações |
| --------------- | --------------------- | ---------- |
| $1,000 a Minute | Melhor Mixagem de Som | ---        |

## Filmes do ano
| Título original          | Título PT/BR                 | Título PT/PT             | Astros                          | Diretor                      | Gênero   |
| ------------------------ | ---------------------------- | ------------------------ | ------------------------------- | ---------------------------- | -------- |
| 1,000 a Minute           | Mil Dólares por Minuto       | Mil Dólares por Minuto   | Roger Pryor, Leila Hyams        | Aubrey Scotto                | Comédia  |
| Born to Gamble           |                              |                          | Onslow Stevens, H. B. Warner    | Phil Rosen                   | Drama    |
| Cappy Ricks Returns      | A Volta do Capitão Ricks     |                          | Robert McWade, Ray Walker       | Mack V. Wright               | Drama    |
| The Crime of Dr. Crespi  | O Crime do Doutor Crespi     | O Crime do Doutor Crespi | Erich von Stroheim, Dwight Frye | John H. Auer                 | Terror   |
| Forced Landing           | Aterrissagem Forçada         |                          | Esther Ralston, Onslow Stevens  | Melville W. Brown            | Mistério |
| Frisco Waterfront        | Esposa Egoísta               |                          | Ben Lyons, Helen Twelvetrees    | Arthur Lubin, Joseph Santley | Drama    |
| Lawless Range            | País sem Lei                 |                          | John Wayne, Sheila Mannors      | Robert N. Bradbury           | Faroeste |
| Melody Trail             | Melodia Sertaneja            | O Cigano Ladrão          | Gene Autry, Smiley Burnette     | Joseph Kane                  | Faroeste |
| The New Frontier         | Terras Virgens               | Polícia de Fronteira     | John Wayne, Muriel Evans        | Carl Pierson                 | Faroeste |
| Racing Luck              | A Corrida da Sorte           |                          | William Boyd, Barbara Worth     | Sam Newfield                 | Mistério |
| Sagebrush Troubadour     | Os Trovadores                | Vaqueiro Trovador        | Gene Autry, Smiley Burnette     | Joseph Kane                  | Faroeste |
| The Singing Vagabond     | Cantor dos Prados            | O Cantor Vagabundo       | Gene Autry, Smiley Burnette     | Carl Pierson                 | Faroeste |
| The Spanish Cape Mystery | O Mistério da Capa Espanhola |                          | Donald Cook, Helen Twelvetrees  | Lewis D. Collins             | Mistério |
| Tumbling Tumbleweeds     | Boiadeiro Trovador           |                          | Gene Autry, Smiley Burnette     | Joseph Kane                  | Faroeste |
| Two Sinners              | Dois Pecadores               |                          | Otto Kruger, Martha Sleeper     | Arthur Lubin                 | Romance  |
| Westward Ho!             | Da Derrota à Vitória         | Caça aos Bandidos        | John Wayne, Sheila Mannors      | Robert N. Bradbury           | Faroeste |